# استان کپ
استان کپ (به لاتین: Kep Province) یک منطقهٔ مسکونی در کامبوج است که در کامبوج واقع شده‌است. استان کپ ۳۳۶ کیلومتر مربع مساحت دارد.